# Warrior of the Rising Sun
Warrior of the Rising Sun è un album discografico del gruppo musicale britannico Tokyo Blade, pubblicato nel 1985 dalla Raw Power Records.

## Il disco
Prima compilation dei Tokyo Blade, è costituita da due dischi in cui sono stati incluse tracce provenienti da tutte le produzioni del gruppo (EP inclusi) dal 1983 fino all'anno della pubblicazione. Il disco è stato in seguito rimasterizzato dalla Lost and Found Records con in aggiunta sei tracce (tre per disco) tratte dalle demo registrate dal gruppo nel 1981, sotto il nome di Killer.

## Tracce

### Disco 1
1. Madame Guillotine – 4:43
2. Fever – 3:27
3. Night of the Blade – 4:02
4. Breakout – 3:47
5. Unleash the Beast – 4:30
6. Attack Attack – 3:37
7. Lightning Strikes (extended version) – 4:30
8. Warrior of the Rising Sun – 5:22
9. Someone to Love – 3:39
10. Mean Streak – 4:47

Durata totale: 42:24

### Disco 2
1. If Heaven Is Hell (extended version) – 6:03
2. Break the Chains – 5:06
3. Dead of the Night – 3:55
4. Powergame – 4:13
5. Highway Passion – 4:27
6. Midnight Rendezvous – 3:21
7. Sunrise in Tokyo – 5:45
8. Killer City – 5:44
9. Liar – 5:32
10. Death on Main Street – 3:35

Durata totale: 47:41

## Formazione
- Al Marsh - voce
- Andy Boulton - chitarra
- John Wiggins - chitarra
- Andy Robbins - basso
- Steve Pierce - batteria